# Методия Петровски
Методия Петровски (на македонска литературна норма: Методиjа Петровски) е политик от Социалистическа република Македония.

## Биография
Роден е на 9 юли 1938 година в град Куманово. През 1957 година завършва гимназия в родния си град. През 1961 година завършва висше образование. След това завършва магистратура във Философския факултет на Скопския университет. Между 1959 и 1961 година е редактор на вестник „Студентски збор“, а от 1957 до 1961 година е главен редактор на списание „Мугри“. В периода 1967-1972 е заместник-кмет на Куманово, а от 1972 до 1974 година е заместник-републикански секретар за образование и наука (заместник-министър на образованието и науката). От 1942 година е член на Дружеството на писателите на Македония. От 1978 до 1982 година е член на ЦК на ЮКП, а след това до 1988 е член на Председателството на ЦК на МКП. Бил е председател на Издателския съвет на вестник „Комунист“, председател на ССРНМ.